# 日笠・佐倉は余談を許さない
『日笠・佐倉は余談を許さない』（ひかさ・さくらはよだんをゆるさない）は、2023年10月3日から文化放送で放送されているラジオ番組。音泉では音声のみで配信される。

## 概要
声優の日笠陽子と佐倉綾音によるラジオ番組。おしゃべりを始めると、何時間でもしゃべり続ける日笠陽子と佐倉綾音が何とか30分以内に収める番組である。
YouTubeでは動画付きで配信され、メンバーシップ限定でアフタートークが配信されている。
2024年2月5日には、メンバーシップ限定のライブ配信が行われた。
2024年4月3日（2日深夜）の放送よりUBE三菱セメントがスポンサーとなった。
2024年9月1日には、トークライブイベントが行われた。
2025年4月20日には、第二回トークライブイベントが行われた。

## パーソナリティ
- 日笠陽子（声優、i.nari代表取締役）
- 佐倉綾音（声優、青二プロダクション所属）

## ゲスト
- 第75回（2025年3月4日）井上麻里奈 (声優、青二プロダクション所属) - 体調不良で欠席した日笠のピンチヒッターとして出演
- 第76回（2025年3月11日）日高里菜 （声優、StarCrew所属）- 上記に同じく、日笠のピンチヒッターとして出演

## 放送時間
文化放送（地上波）
2023年10月4日 -
毎週水曜日 1:00 - 1:30（火曜日深夜、本放送）
QloveR「超！A&G+チャンネル」
2025年4月3日 -
毎週木曜日 21:30 - 22:00
音泉
2023年10月5日 -
毎週木曜日 22:00 に公開
YouTube（動画付き）
2023年10月5日 -
毎週木曜日 22:00 に公開。本編に加えてメンバーシップ限定でアフタートークを配信。
超!A&G+（簡易動画付き）
2023年10月5日 - 2025年3月27日
毎週木曜日 21:30 - 22:00

## イベント
『日笠・佐倉は余談を許さない』余談トークライブ
　2024年9月1日　科学技術館　サイエンスホールにて、2部構成で開催。
『日笠・佐倉は余談を許さない』余談トークライブ Vol.2
　2025年4月20日　科学技術館　サイエンスホールにて、2部構成で開催。
『日笠・佐倉は余談を許さない』余談トークライブ Vol.2.5 in 上海
　2025年8月23日（予定） 上海大寧劇院（予定）